# دونا بال
دونا بال (بالإنجليزية: Donna Ball)‏ هي كاتِبة أمريكية، ولدت في 1951 في North Georgia ‏ في الولايات المتحدة.